# Wspólnota Kościoła Chrześcijan Baptystów w Rabce-Zdroju
Wspólnota Kościoła Chrześcijan Baptystów w Rabce-Zdroju – zbór Kościoła Chrześcijan Baptystów znajdujący się w Rabce-Zdroju, przy ulicy Roztoki 9.
Członkowie Kościoła Chrześcijan Baptystów zamieszkiwali Rabkę-Zdrój od lat 60. XX wieku. Społeczność baptystów w Rabce powstawała jako placówka I Zboru Chrześcijan Baptystów w Krakowie, a w 2011 roku została zarejestrowana jako samodzielny zbór.
Do 2017 roku liderem zboru był misjonarz Doug Groth, który wraz z żoną Lilianną służył prawie dwadzieścia lat. W czerwcu 2017 roku powołany został na pierwszego pastora zboru Robert Boryczka, misjonarz Ruchu Chrześcijańskiego Mt28.